# Adamis Géza
Adamis Géza (Komádi, 1923. február 1. – 2018. október 18.) magyar mérnök.

## Életpályája
Édesapja Komádi állatorvosa, édesanyja gazdasági szaktanítónő volt. Középiskolai tanulmányait Debrecenben kezdte meg, majd a szegedi Klauzál Gábor Gimnáziumban fejezte be 1941-ben. Érettségi után Budapesten, a Magyar Királyi József Nádor Műszaki Egyetem mérnöki karára jelentkezett. 1944-ben a végzős évfolyamok hallgatói SAS behívót kaptak. A front elől menekítve az egyetemi tanárokkal együtt Németországba telepítették ki őket. Ott folytatták tanulmányaikat. Ennek az útnak állít emléket Papp Gábor Zsigmond A menekülő egyetem című filmje. Németországból hazatérve csak úgy maradhatott kollégiumi szobjában, a Luther otthonban, ha diák státusza volt. Ezért mérnöki diplomáját csak 1948-ban védte meg és vette át. A diploma után a MAORT-nál (Magyar-Amerikai Olajipari Részvénytársaság) kezdett el dolgozni Lovásziban, a zalai olajfúrásoknál. Házassága 1949-től Budapesthez kötötte. Új munkahelye az Állami Mélyépítési Tervező Iroda (ÁMTI) lett. A cég nemsokára több tervező vállalatra bomlott; ő a Mélyépítési Tervező Vállalatnál (MÉLYÉPTERV) folytatta pályafutását, és 1983-as nyugdíjba vonulásáig ott dolgozott. Nyugdíjba vonulása után saját tervezőirodát alapított, és még 24 éven át dolgoztt a szakmájában felesége közreműködésébel.

### Munkássága
Sok más műtárgy tervezése mellett vízművek, kémények, víztornyok (pl. az ún. kiskunhalasi vagy Adamis-féle víztorony Kiskunhalason, Berettyóújfaluban, Hajdúnánáson, Sopronban, Százhalombattán, stb.), fürdők, strandok (pl. Makó, Leányfalu, Lepence-völgy (Visegrád), Bük, Hegykő, Balf, Hajdúszoboszló, Százhalombatta, Abaliget, stb.), lakótelep-közművesítések készültek általa és irányítása alatt. Részt vett az NDK által tervezett Váci Cementmű terveinek honosításába. Az 1956-os nagy árvíznél végzett áldozatos munkájáért kormánykitüntetést kapott. Ezután a Tiszához került, és a Szeged alatti folyószakasz védelméért volt felelős. Víz- és csatornahálózat tervezéseket végzett.

## Díjai
- Rubindiploma (2018)